# Maechidius kurantus
Maechidius kurantus är en skalbaggsart som beskrevs av Britton 1957. Maechidius kurantus ingår i släktet Maechidius och familjen Melolonthidae. Inga underarter finns listade i Catalogue of Life.